# Подскаље
Подскаље (слч. Podskalie) насељено је мјесто са административним статусом сеоске општине (слч. obec) у округу Повашка Бистрица, у Тренчинском крају, Словачка Република.

## Становништво
| Година:    | 1994. | 2004.    | 2014.    | 2024.    |
| ---------- | ----- | -------- | -------- | -------- |
| Број људи: | 167   | 146      | 128      | 153      |
| Разлика:   |       | -12,57 % | -12,32 % | +19,53 % |

| Година:    | 2023. | 2024. |
| ---------- | ----- | ----- |
| Број људи: | 153   | 153   |
| Разлика:   |       | +0 %  |

Према подацима о броју становника из 2024. године насеље је имало 153 становника.